# 1468 Zomba
1468 Zomba је Марсов тројански астероид са средњом удаљеношћу од Сунца која износи 2,195 астрономских јединица (АЈ).
Апсолутна магнитуда астероида је 13,6 а геометријски албедо 0,066.